# Diadema africanum
Diadema africanum is een zee-egel uit de familie Diadematidae. De soort komt voor in de subtropische delen van de oostelijke Atlantische Oceaan, in een gebied tussen Madeira en de Canarische Eilanden. De soort wordt bedreigd door massale sterfte.